# Þingstaðr
Þingstaðr (fem. þingstǫð) ist der altnordische Begriff für die Thingstätte (Gerichts- und (Volks)Versammlungsstätte, siehe Thing) und Gerichtsverfassung und Ordnung des wikingerzeitlichen Island des frühen und hohen Mittelalters.
Bei der Besiedlung Islands ab der zweiten Hälfte des 9. Jahrhunderts wurde die Rechtsverfassung und Ordnung für das Gerichtswesen aus der kontinentalen Heimat Skandinaviens (Norwegen) übernommen. Die freien, somit rechtsfähigen Männer der bäuerlichen Gesellschaft versammelten sich regelmäßig auf lokalen Thingen die die örtlichen Rechtsangelegenheiten regelten im Privat- und Strafrecht, in rechtlichen Angelegenheiten bis hin zur Gesetzgebung (lögrétta) sowie als Rat für weitere gesellschaftliche Belange. Die lokalen Stellen, an denen das Thing abgehalten wurden, werden als Þingstaðr bezeichnet. Es handelt sich daher um einen Gattungsnamen für dieses Rechtsinstitut und nicht um einen Eigennamen.

## Gesetzliche und verwaltungsrechtliche Organisation
In dem isländischen Recht der sogenannten Grágás (Freistaatszeit von 930 bis 1262/64) ist die Regelung festgehalten, dass im Jahr drei gesetzlich festgelegte jahreszeitliche Thinge (skapþing) abgehalten werden müssen.
- várþing das „Frühjahrsthing“. Zweigeteilt in das sóknarþing „Thing, auf dem Prozeßangelegenheiten vorgebracht wurden“ und in das skuldaþing „Thing zur Regelung von Geld- und Schuldzahlungen“.
- alþingi das „Althing“ zur Sommermitte
- leið, leiðarþing oder haustþing das „Herbstthing“

Diese regelmäßigen Thinge sollten gemeinsam für jeweils drei goðorð „Godentümer“ abgehalten werden. Nachweisbar bestanden auf Island seit der Verwaltungsreform in der zweiten Hälfte des 10. Jahrhunderts und der Einteilung in Landesviertel (965) 39 Godentümer (Siehe: Historische Verwaltungsgliederung der landsfjórðungar). Das Gesetz sah vor, dass das Frühjahrs- und Herbstthing an der gleichen Þingstaðr abgehalten wurde. Ein Godentum bildete einen Bezirk von mindestens 13 Thingen, deren Grenzen nicht exakt gefasst waren, und jeder Bonde (freier (Groß)Bauer) konnte nach dem Gesetz einem Godentum seiner Wahl innerhalb seines Landesviertels angehören. Gesetzlich vorgeschrieben waren jeweils die drei Thinge in jedem der drei Landesviertel des Ost-, Süd- und Westviertels. Für das Nordviertel bestand die abweichende Vorgabe zur Abhaltung von vier jährlichen Thingen. Für die Landesviertel wurde in der Zeit der zweiten Hälfte des 10. bis zum 11. Jahrhundert ein zusätzliches überbezirkliches fjórðungsþing „Viertelthing“ eingeführt, von etwa 970 bis ins 11. Jh. mit vermutlich teilweisen separaten Þingstaðr. Die Thinge und Þingstaðr waren nicht an eine Örtlichkeit gebunden, sondern die Stellen wurden, nach den Quellen der Sagaliteratur, innerhalb des Bezirks und Landesviertel öfter verlegt (Ausnahme das Althing auf Þingvellir).

## Lokalität der Þingstaðr
Die isländische Bevölkerung hielt ihr Thing wie in der übrigen Germania im Freien ab. Deutliche bauliche Spuren von festen Bauten an den Stätten sind nicht vorhanden, lediglich die Spuren von temporär genutzten, speziell für die Zeit der Thingabhaltung errichteten „Buden“ zeigen die Þingstaðr an. In diesen leichten Bauten wohnten die Thingteilnehmer während der Thingzeit. Ein generelles Kennzeichen dieser Orte ist die Nähe zu Flüssen und Seen.
Bei diesen Buden handelt es sich um die Überreste von Wänden kleiner Erdhäuser mit einem durchschnittlichen Innenmaß von 10 bis 20 m². Ob eine Überdachung bestand, ist unsicher, beziehungsweise ist diese nicht nachweisbar, sodass die Vermutung besteht, dass die Anreisenden ihre mitgebrachten Zeltbahnen über die Erdwände spannten. Andererseits wird in den Sagas die Wendung „tjalda búð sína“ (zu deutsch „seine Bude zelten“) gebraucht, was bedeuten könnte, dass die Wände von innen heraus mit dem Zelt verkleidet wurden. Dem einfacheren Vorgang der Überspannung wird in der Forschung der Vorzug gegeben. Zu den Buden als Nachweis einer Þingstaðr treten die sogenannten dómhringr „Gerichtsring“, in denen nach den Quellen die Goden beim Entscheid zu Rechtssachen gesessen hatten. Diese sind wohl in der Masse jüngeren Alters, da in den alten Quellen wenig von diesen Ringen bei der Thingabhaltung überliefert ist. Das Wort bezieht sich scheinbar auf die Richter selbst, wenn sie sich in ihrem Gerichtsdienst im Kreis reihten. Alternativ können Überreste von ringförmigen Bauwerken, die mit den Gerichtsringen in Verbindung gebracht werden, als Viehunterstände oder als Pferche für Reitpferde genutzt worden sein.
Beim Frühjahrsthing gingen nach den Quellen die Männer auf die sogenannten þingbrekka „Thinghügel“ um dort Ankündigungen und Bekanntmachungen vorzubringen. An den meisten Þingstaðr lassen sich unterschiedlich große Hügel finden, besonders auffällige exponierte Hügel für diesen Zweck lassen sich jedoch nicht nachweisen.

## Bekannte Þingstaðr
- West-Viertel (Vestfirðingafjórðungr)
  - Þverárþing im Borgarfjǫrðr. Genauer Ort ist unbekannt, im 12. Jahrhundert wurde das Thing auf einer Insel der Þverá abgehalten
  - Þórsnesþing, auf Snæfellsnes nahe dem Helgafell abgehalten, später weiter in die Landspitze hinein verlegt. Der Siedlungsname Þingvellir aus dem späten Mittelalter zeigt den ungefähren Ort der Thingabgehaltung an, ohne archäologische Spuren.
  - Þorskafjarðarþing. Für die Westfjorde bei Kollabúðir im Þorskafjǫrðr; stark beeinträchtigt durch einen Fluss, der in die Bucht des Þorskafjǫrðr mündet, und durch Baumaßnahmen aus dem 19. Jahrhundert. Überreste von angeblich zwölf alten Buden.

- Nord-Viertel (Norðlendingafjórðungr)
  - Húnavatnsþing bei Þingeyrar. Um 1900 archäologische Feststellungen von Buden und dómhringr (ringförmige Bauwerke).
  - Hegranes im Skagafjǫrðr mit Überrestefunden von achtzig Bauwerken, zumeist Buden, die fundreichste Þingstaðr.
  - Vǫðlaþing im Eyjafjǫrðr. In der Víga-Glúms saga wird die Stelle genannt, die Angaben stimmen mit einem kleinen Fundgebiet von Ruinen an der östlichen Fjordbucht überein.
  - Eyjarþing. Auf zwei Inseln im Skjálfandafljót Þingey und Skuldaþingsey. Die Namen erinnern an die Regelung in den Gesetzen zum Frühjahrsthing. Funde von Überresten von Buden auf beiden Inseln mit zahlenmäßigem Gewicht von dreißig Buden auf Skuldaþingsey.

- Ost-Viertel (Austfirðingafjórðungr)
  - Múlaþing bei Þingmúli in Skriðdalr. Im 19. Jahrhundert Funde von Buden-Überresten sowie der alte Ortsname Þinghóll zeigen die Þingstaðr an.
  - Skaftafellsþing. In der Landnámabók überliefert bei der Siedlung Skaftafell. Durch naturräumliche Veränderungen (Vulkanausbrüche) keine archäologischen Nachweise vorhanden.

- Süd-Viertel (Sunnlendingafjórðungr)
  - Rangárþing benannt und lokalisiert nach den Rangá-Flüssen (Ytri-Rangá und Eystri-Rangá), die durch den Thingbezirk fließen. Der Name scheint jedoch lediglich für den Thingbezirk gebraucht worden zu sein.
  - Árnesþing nach der Stelle Árnes einer Insel der Þjórsá. Keine Budenreste gefunden, jedoch Funde von dómhringr (ringförmige Bauwerke). Westlich der Þjórsá, nördlicher von Árnes beim Wasserfall Búðafoss wurden Reste von dreißig Buden gefunden, vermutlich wurde die Thingstätte dorthin verlegt.
  - Kjalarnesþing bei Kjalarnes zwischen dem Kollafjörður und dem Hvalfjörður. In der Íslendingabók überliefert als Vorläufer des Althing auf Þingvellir. Durch das Fehlen von archäologischen Spuren wird die Existenz eines Things bezweifelt. Durch entsprechende Funde auf der Landspitze Þingnes, südöstlich von Reykjavík am See Elliðavatn, von zwanzig Budenruinen und dómhringr, die teilweise aus der Landnahme stammen, wird vermutet, dass das Bezirksthing von Kjalarnes nach Þingnes verlegt wurde. Des Weiteren wird erwogen, dass Þingnes ursprünglich Kjalarnes geheißen hat und der Wechsel durch das Abhalten des Things auf der in der Nähe befindlichen gleichnamigen Landspitze erfolgte.